# Tanja Savić

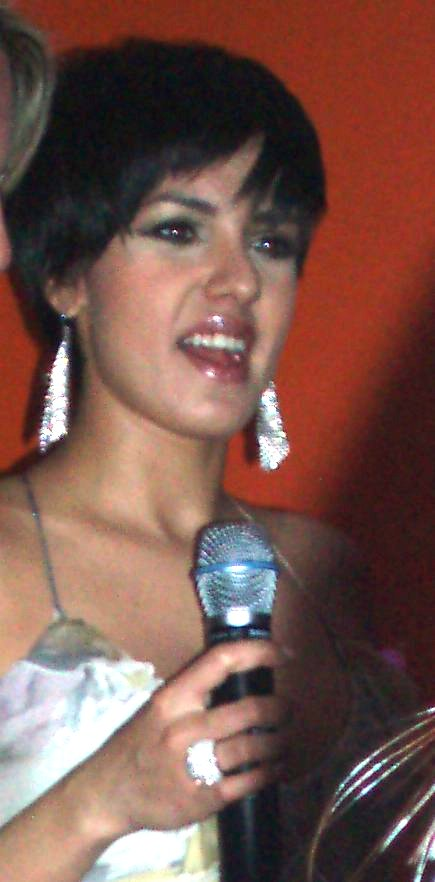
Tanja Savić (2010)

Tanja Savić (serbisch-kyrillisch Тања Савић; * 20. März 1985 in Radinac, Smederevo) ist eine Folk- und Popsängerin aus Serbien.

## Karriere
Bekannt wurde Savić durch ihre Beteiligung an der serbischen Castingshow Zvezde Granda 2004, Serbiens Äquivalent zu Deutschland sucht den Superstar, bei der sie den dritten Platz belegte. Mit den Finalisten der 1. Staffel Zvezde Granda nahm sie am Eurovision-Vorentscheid 2006 mit dem Lied „Tamo daleko“ in Serbien teil, kamen aber nicht in die engere Auswahl.

## Diskografie

### Alben
- 2005: Tako mlada
- 2008: Tanja Savić
- 2009: Sestre po suzama
- 2024: Lečim Se Životom

### Kompilationen
- 2010: Best Of
- 2017: Best Of

### EPs
- 2019: Stranci

### Singles (Auswahl)
| - 2005: Tako mlada - 2005: Minut Ljubavi - 2005: Zašto Me U Obraz Ljubiš - 2005: Za Moje Dobro - 2007: Poludela - 2008: Zlatnik - 2009: Gde ljubav putuje (aus dem Film Srpski oziljci) - 2010: Incident - 2014: Ti Si Ta (mit Darko Lazić) - 2016: Švaler - 2017: Prostakuša - 2017: Oci Boje Viskija (mit Rimski & Corona) - 2018: Zločin Bez Dokaza (mit Rimski & Corona) - 2018: Soba Zablude - 2018: Pogresna Adresa | - 2019: Hitna Pomoć - 2019: Za ljubav nisi - 2019: Osuđeni na bol - 2019: Stranci - 2019: Laga Laga (mit Corona) - 2019: Bye Bye (mit Rimski) - 2020: Pancir (mit Breskvica & Voyage) - 2020: Siroče - 2020: Opet - 2021: U Mraku - 2022: Sve Mu Prastaj (mit Alexandra Matrix) - 2022: Boli Li - 2023: Potaman - 2023: Sine - 2024: Dve Nevolje (mit Bane Bojanić) |

| Personendaten    | Personendaten                    |
| ---------------- | -------------------------------- |
| NAME             | Savić, Tanja                     |
| KURZBESCHREIBUNG | serbische Folk- und Popsängerin  |
| GEBURTSDATUM     | 20. März 1985                    |
| GEBURTSORT       | Radinac, SR Serbien, Jugoslawien |